# ملایم‌سازی (ریاضی)
در آنالیز عددی، روش‌های ملایم سازی یا ریلکسیشن، روش‌های تکرار پذیر هستند که برای حل دستگاه معادلات از جمله دستگاه‌های غیر خطی از آنها کمک می‌گیریم.
روش‌های ملایم سازی برای حل سامانه خطی تنک کلان، که به صورت گسسته‌سازی معادلات دیفرانسیل به روش تفاضل محدود به وجود آمدند، توسعه یافتند. آنها همچنین برای حل معادلات خطی برای مسائل کمترین مربعات خطی و همچنین برای دستگاه‌های نامعادلات خطی، مانند آنهایی که در برنامه‌ریزی خطی به وجود می‌آیند، استفاده می‌شوند. آنها همچنین برای حل سیستم‌های غیرخطی معادلات ایجاد شده‌اند.
روش‌های ملایم سازی همچنین نقش مهمی در حل دستگاه معادلات خطی مورد استفاده در مدل‌سازی معادلات دیفرانسیل جزئی بیضوی، مانند معادله لاپلاس و تعمیم آن، معادله پواسون داردند. این معادلات مسائل مقدار-مرزی را توصیف می‌کنند که در آن مقادیر تابع راه حل در مرز یک دامنه مشخص می‌شود. مسئله این است که یک حل را در داخل دامنه نیز محاسبه کنیم. روش‌های ملایم سازی برای حل معادلات خطی حاصل از گسسته‌سازی معادله دیفرانسیل، به عنوان مثال با تفاضل محدود مورد استفاده واقع می‌شود.
ملایم سازی مکرر راه حل‌ها معمولاً هموارسازی نامیده می‌شود زیرا در معادلات خاصی مانند معادله لاپلاس، به اعمال مکرر یک فیلتر هموارسازی محلی بر روی راه حل شباهت دارد. اینها را نباید با روش‌های آرام سازی در بهینه‌سازی ریاضی اشتباه گرفت، که یک مسئله دشوار را با یک مسئله ساده‌تر تقریب می‌زند که راه حل «ملایم سازی شده» آن اطلاعاتی را در مورد حل مسئله اصلی ارائه می‌دهد.

## مسئله مدل نظریه پتانسیل
هنگامی که φ یک تابع حقیقی هموار بروی اعداد حقیقی است، مشتق دوم آن را می‌توان به صورت زیر تقریب زد:
{\displaystyle {\frac {d^{2}\varphi (x)}{{dx}^{2}}}={\frac {\varphi (x{-}h)-2\varphi (x)+\varphi (x{+}h)}{h^{2}}}\,+\,{\mathcal {O}}(h^{2})\,.}
استفاده از معادله ذکر شده در هر دو بعد برای یک تابع φ از دو آرگومان در نقطه (x, y) و حل برای φ(x, y)، نتیجه زیر را می‌دهد:
{\displaystyle \varphi (x,y)={\tfrac {1}{4}}\left(\varphi (x{+}h,y)+\varphi (x,y{+}h)+\varphi (x{-}h,y)+\varphi (x,y{-}h)\,-\,h^{2}{\nabla }^{2}\varphi (x,y)\right)\,+\,{\mathcal {O}}(h^{4})\,.}
برای تقریب حل معادله پواسون:
{\displaystyle {\nabla }^{2}\varphi =f\,}
به صورت عددی در یک شبکه دو بعدی با فاصله شبکه h، روش آرام سازی مقادیر داده شده تابع φ را به نقاط شبکه نزدیک مرز و مقادیر دلخواه را به نقاط شبکه داخلی اختصاص می‌دهد و سپس به‌طور مکرر تخصیص φ را انجام می‌دهد. = φ* در نقاط داخلی، جایی که φ* توسط:
{\displaystyle \varphi ^{*}(x,y)={\tfrac {1}{4}}\left(\varphi (x{+}h,y)+\varphi (x,y{+}h)+\varphi (x{-}h,y)+\varphi (x,y{-}h)\,-\,h^{2}f(x,y)\right)\,,}
تا همگرایی
روش به راحتی به سایر تعداد ابعاد تعمیم می‌یابد.

## همگرایی و شتاب
در حالی که روش تحت شرایط عمومی همگرا می‌شود، معمولاً پیشرفت کندتری نسبت به روش‌های رقیب دارد. با این وجود، مطالعه روش‌های آرامش بخش اصلی جبر خطی باقی می‌ماند، زیرا دگرگونی‌های نظریه آرامش، پیش‌شرط‌های بسیار خوبی برای روش‌های جدید فراهم می‌کند. در واقع، انتخاب پیش شرط اغلب مهم‌تر از انتخاب روش تکراری است.
ممکن است از روش‌های چندشبکه ای برای تسریع روش‌ها استفاده شود. می‌توان ابتدا یک تقریب را روی یک شبکه درشت تر محاسبه کرد - معمولاً فاصله دو ساعته - و از آن راه حل با مقادیر درون یابی برای سایر نقاط شبکه به عنوان تخصیص اولیه استفاده کرد. سپس می‌توان این کار را به صورت بازگشتی برای محاسبات درشت تر نیز انجام داد.